# Őrimagyarósd
Őrimagyarósd község Vas vármegyében, a Körmendi járásban.

## Fekvése
Az Őrség szélén fekszik Körmendtől 16 kilométerre dél-délnyugatra, a Nádasd-Felsőjánosfa közti 7447-es út mentén; utóbbiból itt ágazik ki a 7448-as út Viszák felé, valamint ugyanebbe az útba torkollik bele a 7463-as út is Szőce és a 86-os főút felől.

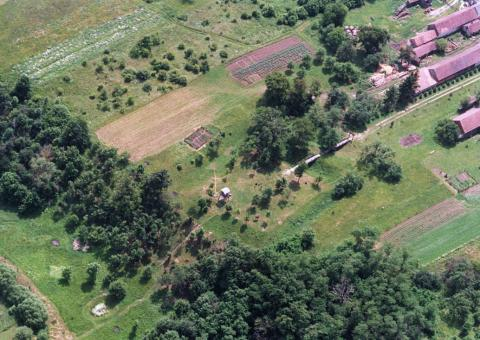

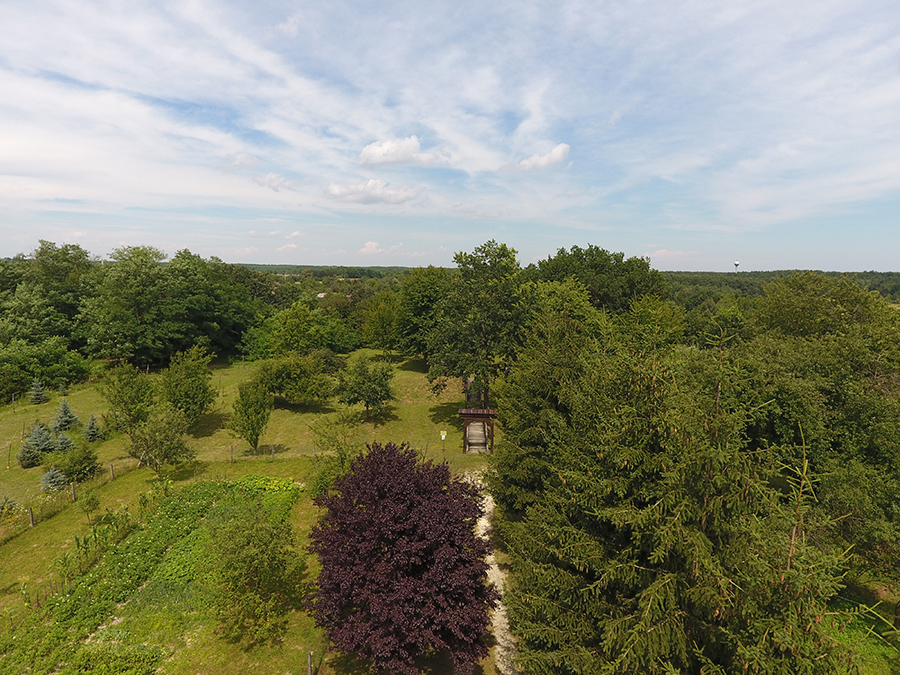
Őrimagyarósd, kastélypark légi fotón

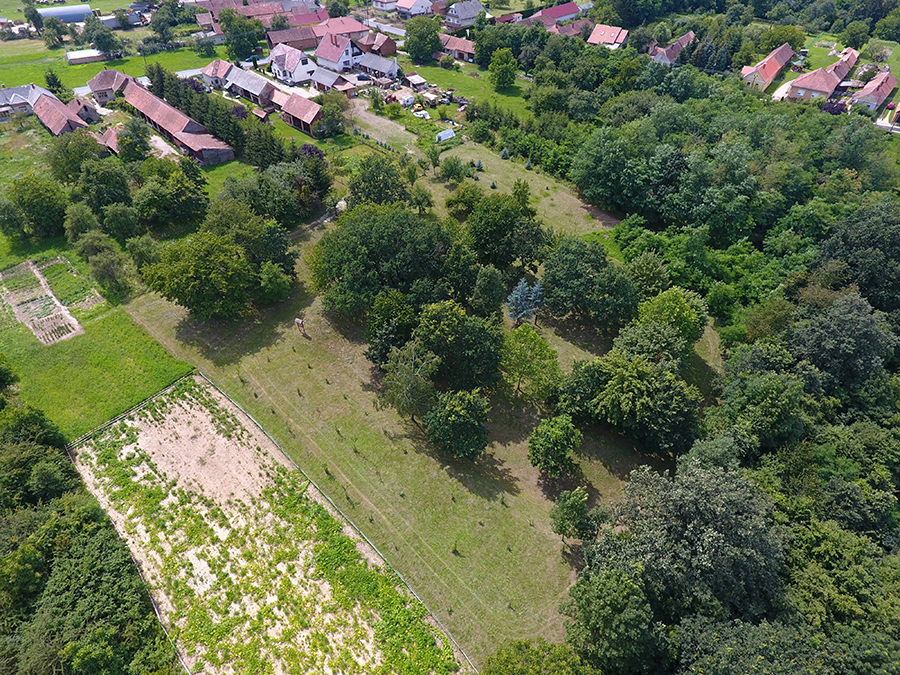
Őrimagyarósd, kastélypark légi felvételen

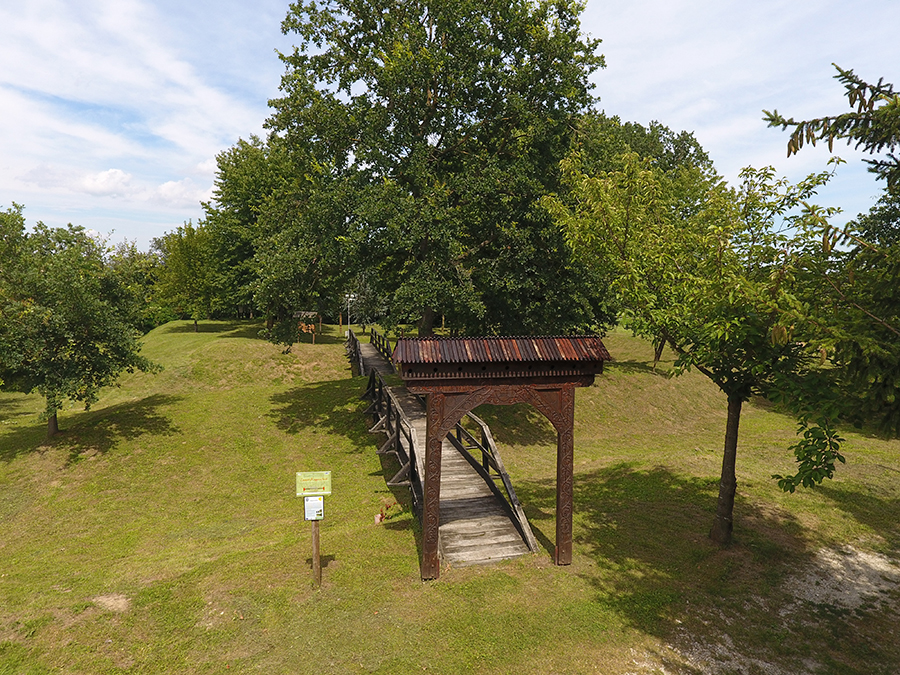
Őrimagyarósd, kastélypark madártávlatból

## Története
Első írásos említése 1270-ből való Monorosd alakban, amikor V. István király örök kiváltságlevelet adott a településnek és az őreinek (speculatores regales). 1270-ben V. István magyar király megerősítette a IV. Bélától szerzett kiváltságokat a őrimagyarósdi besenyőknek, a Vas vármegyei őrségi lakosok elődeinek, őrnagyaik (maior speculatorum) irányában való kötelezettségeiket, valamint maguk között ügyes bajaiknak mi módon való elintézését meghatározza és elrendeli, hogy a regedei végeken a nemes faluk Zala vármegye határától egész az úgynevezett Lug nevű helyig őröket állítani tartoznak. A kiváltságai között szerepelt, hogy ezek a szabad őrök az adózástól és a magán-földesúri bíráskodástól mentesek voltak. A későbbi időkben nem tartozott a szorosan vett Őrséghez. Először Monorosd, majd Magyarósd volt a neve, 1907 óta  hívják Őrimagyarósdnak. 1272-ben Munorousd, 1295-ben terra Munurousd, 1430-ban Monyarosd, 1471-ben Monyorosd alakban szerepel az írásos forrásokban.
A Nádasdi Darabos, majd a Batthyány család birtoka volt. A 16. század első felében Magyarósd földesura, a Darabos család és a község népe is evangélikussá lett, egyházilag a szőcei lelkészséghez tartozott. A török időkben végvárként is használták az erődített Darabos-kastélyt, mely a mai Petőfi utcában levő Kastélyparton állt, mára csekély nyoma maradt.
A falu első fatemploma 1710 körül épült, 1732-ig volt az evangélikusoké, ekkor az ellenreformáció elvette a templomot. Ennek ellenére a község népe evangélikus maradt, istentiszteletre a megmaradt nemescsói templomba járt. A régi templomot, miután az elhagyottan tönkrement 1838-ban bontották le.
A türelmi rendelet után 1781-ben újra szabad lett a vallásgyakorlás, 1796-ban megnyílt a felekezeti iskola.
1805-ben épült fel a kisméretű zsúptetős evangélikus templom, első lelkésze 1842-ben kezdte meg működését.
A mai templom 1871-ben épült fel.
Fényes Elek szerint "Mogyorosd, magyar falu, Vas vármegyében: 48 kath., 220 evang., 114 ref. lak. F. u. h. Batthyáni, és a körmendi uradalomhoz tartozik. Ut. p. Körmend."
Vas vármegye monográfiájában "Magyarósd, 69 házzal és 399 r. kath. és ág. ev. magyar lakossal. Postája Viszák, távírója Csákány. Ág. ev. temploma 1862-ben épűlt. A község közelében kolostor volt, mely a szentgotthárdi csata alkalmával pusztult el."
1910-ben 526 magyar lakosa volt.

## Közélete

### Polgármesterei
- 1990–1994: Péter Imre (független)[8]
- 1994–1998: Péter Imre (független)[9]
- 1998–2002: Szabó Gyula (független)[10]
- 2002–2006: Péter László (független)[11]
- 2006–2010: Péter László (független)[12]
- 2010–2014: Biczó István (független)[13]
- 2014–2019: Biczó István (független)[14]
- 2019–2024: Kovács Kitti (független)[15]
- 2024– : Péter-Kovács Kitti (független)[1]

## Népesség
A település népességének változása:
| Lakosok száma | 224  | 219  | 220  | 221  | 221  | 212  | 212  |
|               | 2013 | 2014 | 2015 | 2021 | 2022 | 2023 | 2024 |

A 2011-es népszámlálás során a lakosok 89,1%-a magyarnak, 0,4% németnek mondta magát (10,9% nem nyilatkozott; a kettős identitások miatt a végösszeg nagyobb lehet 100%-nál). A vallási megoszlás a következő volt: római katolikus 17,9%, református 5,2%, evangélikus 57,6%, felekezet nélküli 1,7% (17,5% nem nyilatkozott).
2022-ben a lakosság 88,7%-a vallotta magát magyarnak, 2,3% németnek, 0,9% örménynek, 0,5% szerbnek, 2,3% egyéb, nem hazai nemzetiségűnek (9% nem nyilatkozott; a kettős identitások miatt a végösszeg nagyobb lehet 100%-nál). Vallásuk szerint 49,8% volt evangélikus, 15,8% római katolikus, 4,1% református, 1,8% egyéb keresztény, 0,9% egyéb katolikus, 4,1% felekezeten kívüli (23,5% nem válaszolt).

## Nevezetességei
- Evangélikus templom
- A közelben található Vadása-tó
- Történelmi fatojás[18]